# Nicolò Navigajoso
Nicolò Navigajoso foi um diplomata veneziano e oficial colonial nas décadas de 1260 e 1270.
Em 1265 foi enviado como embaixador à capital bizantina, Constantinopla, juntamente com Pietro Badoerio. Em 1268–69 foi castelão de Coron na Morea, juntamenteo com Nicolò Miglani, que provavelmente era o mais novo dos dois. Ele foi enviado como um dos três membros da embaixada do Papa Gregório X em 1272, e, novamente com Miglani, como embaixador na Sérvia (Rascia) em 1275, após o rei sérvio Stefan Uroš I ter atacado Ragusa.